# Vasuové

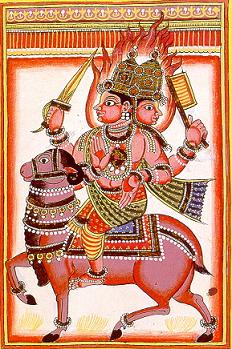
Vůdce Vasuů Agni na miniatuře z 18. století

Vasuové (sanskrtsky Vásavah) jsou skupina védských a hinduistických božstev tvořících družiny Indry, později Agniho. Často jsou vzýváni jako pomocníci a dárci hmotných statků, ale jejich konkrétní funkce a povaha je nejasná.
Tradičně je mezi Vasuje řazeno osm božstev. V Brhadáranjakópanišadu to jsou následující:
- Agni „oheň“
- Prthiví „země“
- Váju „vítr“
- Antarikša - „prostor“
- Áditja „potomek Aditi“ - obvyklé jméno slunečního boha Súrji
- Djaus „nebe“
- Sóma – bůh měsíce a stejnojmenného opojného nápoje
- Nakstrani „hvězdy“

V Máhábharatě této osmě odpovídají následující božstva:
- Anala
- Dhará
- Anila
- Aha
- Pratjúša
- Prabhása
- Sóma
- Dhruva[1]

Tradiční počet osmi božstev vedl k užívání slova vasu pro osmičku v indické aritmetice, astonomii a astrologii. Někdy je však uváděno že jejich počet dosahuje 333.

## Výklad
Jejich jméno vychází ze sanskrtského „dobrý, dobrotivý“. Vychází z chápání bohů jako dárců dobrých věcí, o takové chování jsou konstantě žádáni v modlitbách. Tak je Indra nazýván také vasudá, dátá vásu „dárce dobrého“, dátá vásúnaam „dárce dobrých věcí“, a stejnými nebo podobnými tituly jsou označováni Agni, Prthiví a Arjaman. Mimo védský kontext se podobná jména a tituly bohů objevují v mnoha indoevropských mytologiích:
- v zarathuštrismu je vanhuda či dáta vanhuuam titulem Ahura Mazdy, vohunam dátáro „dárci dobrých věcí“ zase Ameša Spentů.
- v homérských hymnech je dotér eaón přízviskem Herma.
- významem jména slovanského boha Dažboga je „dárce bohatství, dávající bůh“
- lotyšský bůh Danatus je popisován jako donator bonorum seu largitor „dobrý dárce a obohacovatel“
- Matrona Gabiae a Matrona Alagabiae, dobrotivé bohyně doložené v severních provinciích Římské říše mají jméno odvozené od pragermánského *gebaną „dát“. Stejného původu je jméno severské bohyně Gefjon.

Jaan Puhvel považuje Vasuje za božstva stojící jednou nohou na zemi a druhou v „kosmičtějších sférách“. Jejich jméno má doslova znamenat „statky, bohatství“ a nepřímo „dárce dobrých věcí“, jako hlavní význam slovní kořene vas- považuje „zářit, vyzařovat“ z čehož je sémanticky odvozen význam „být dobrý, dobrotivý“. Z nejasných důvodů ztotožňuje Vasuje s Ašviny, božskými dvojčaty-jezdci a ochránci před nebezpečím. Vasuové se starají o světský blahobyt, což však nezahrnuje pouze materiální přepych, ale také o zdraví, krásu a harmonický pohlavní a manželský život.